# 鈴木継美
鈴木 継美（すずき つぐよし/つぐみ、1932年2月26日 - 2008年5月25日）は、日本の人類生態学者。東京大学名誉教授、元国立環境研究所長。

## 来歴
東京生まれ。1955年東京大学医学部医学科卒。1960年同公衆衛生学研究室助手、同年医学博士。論文の題は「無機水銀曝露時の医学的諸元と環境水銀濃度の衛生学的考察」。1968年同保健学科人類生態学研究室助教授、1971年東北大学医学部公衆衛生学科教授、1979年東京大学教授、1993年定年退官、国立環境研究所所長。1999年環境科学会会長。2001年環境省中央環境審議会会長代理。
2002年、勲二等瑞宝章を受章。2008年5月25日、肺炎のため死去。

## 著書
- 『人類生態学の方法』東京大学出版会(UP選書)1980
- 『生態学的健康観』篠原出版 1982.6
- 『人類生態学と健康』篠原出版 1989.7
- 『パプアニューギニアの食生活 「塩なし文化」の変容』(中公新書)1991

### 共編著
- 『煙霧の文明 現代病の種々相』勝沼晴雄,小泉明共著 日本評論新社 1963
- 『公衆衛生学』勝沼晴雄,小泉明共著 医学書院(系統看護学講座)1968
- 『人類生態学ノート』勝沼晴雄共編 東京大学出版会(UP選書)1970
- 『公衆栄養学』細谷憲政,手塚朋通共編著 日本栄養士会編 第一出版 1974
- 『食生活研究 新しい視点から人間の栄養を考える試み』細谷憲政共編 第一出版 1975
- 『水銀とセレン』大井玄,井村伸正共編 篠原出版 1977.8
- 『重金属中毒』和田攻共編 医歯薬出版 1978.6
- 『環境 その生物学的評価』大塚柳太郎共編 篠原出版 1980.8
- 『栄養生態学 世界の食と栄養』小石秀夫共編 恒和出版 1984.11
- 『栄養大学講座 8 公衆栄養活動』光生館 1985.2
- 『食生活論』宮崎基嘉共著 放送大学 1986.3
- 『環境学研究フォーラム 1 環境の安全性 その評価をめぐって』田口正共編 恒星社厚生閣 1987.12
- 『環境学研究フォーラム 3 環境研究と疫学 その有効性と限界』大井玄共編 恒星社厚生閣 1987.12
- 『食と栄養の生態学』放送大学 1991.3
- 『地球の気候変化と健康リスク 温暖化とオゾン層破壊は健康に何をもたらすか!? シンポジウム「地球気候変化に伴う健康への影響」』安藤満共編 合同出版 1992.10
- 『日本人の食習慣の特徴と疾患』江沢郁子共編 第一出版 1992.9
- 『ミネラル・微量元素の栄養学』和田攻共編 第一出版 1994.12
- 『花粉アレルギーと大気汚染』兜真徳共編 篠原出版 1995.5

### 翻訳
- D.F.オーウェン『人類生態学入門 熱帯アフリカにおける人間の生態』白日社 1975

## 参考
- 「人類生態学の方法」著者略歴